# تشاندلر بينغ

تشاندلر وجوي على كرسيهما المدادين

تشاندلر موريل بينغ (بالإنجليزية: Chandler Muriel Bing)‏ هو شخصية خيالية من مسلسل السيت كوم (كوميديا الموقف) أصدقاء الذي بُث على تلفزيون هيئة الإذاعة الوطنية (إن بي سي). جسّد الشخصية الممثل ماثيو بيري. وُلد في يوم 24 أبريل من عام 1967، لنورا تايلر بينغ (مورغان فيرتشيلد)، وهي كاتبة روايات رومانسية إيروتيكية، وتشارلز بينغ (كاثلين ترنر)، برجه الفلكي هو الثور. ينحدر من أسلاف اسكتلنديين وسويديين. هو طفل وحيد لأهله ويبدو أنه من عائلة مترفة. أعلن والدا تشاندلر طلاقهما أمامه على عشاء عيد الشكر عندما كان في التاسعة، وكان هذا الحدث سبب رفضه الاحتفال بالعطلة عند بلوغه، وتطويره حس دعابة شهير كآلية دفاعية. كُشف في الموسم الأول أنه ارتاد ثانوية للصبية فقط.
أفضل أصدقاء تشاندلر هو جوي تريبياني (مات لوبلان)، وهو رفيقه في السكن. تشارك السكن سابقًا مع صديقه العزيز روس غيلر (ديفيد شويمر)، وهو كان زميله في الكلية. التقى بأخت روس، مونيكا غيلر (كورتني كوكس)، وصديقتها، ريتشل غرين (جينيفر أنيستون)، في أثناء الاحتفال بعيد الشكر في منزل والدي روس. كان تشاندلر أول شخص عرف بعشق روس لريتشل. انتقل إلى مدينة نيويورك وسكن في الشقة المقابلة لشقة مونيكا، وتعرف عن طريقها على فيبي بوفيه (ليزا كودرو). يتحلى تشاندلر بحس دعابة جيد جدًا، ومشهور بسخريته. يعزو طبعه الساخر إلى كونه آلية دفاعية طورها نتيجة طلاق والديه عندما كان طفلًا. هو أكثر أعضاء دائرة الأصدقاء كسبًا للمال بسبب إدارة الدخل المسؤولة، بعد أن تعلم قيمة المال منذ صغر سنه. يعاني مشاكل في الالتزام، لكنه يتزوج من مونيكا لاحقًا في نهاية الموسم السابع. في الموسم العاشر، يمضي قدمًا ومونيكا لتبني توأمين، جاك وإيريكا، وكانا يتوقعان طفلًا واحدًا فقط.
تلقى بيري استحسانًا نقديًا لأدائه ويُعد تشاندلر بينغ على نطاق واسع واحدًا من أكثر الشخصيات التلفزيونية شعبيةً على الإطلاق.

## المظهر
يعمل تشاندلر بـ«التحليل الإحصائي وإعادة تهيئة البيانات»، لكنه يكره عمله، بالرغم من أنه يحصل منه علي أجر جيد.
كان تشاندلر رفيق سكن روس غيلر في الكلية. التقى تشاندلر زوجته المستقبلية مونيكا غيلر في أثناء الاحتفال بعيد الشكر مع عائلة غيلر في السنة الأولى من الكلية. بناءً على إرشاد مونيكا، انتقل تشاندلر لاحقًا إلى الشقة رقم 20 في غرينويتش فيليج، مانهاتن، المقابلة لشقة مونيكا ورفيقتها في السكن فيبي بوفيه. انتقل الممثل جوي تريبياني للعيش مع تشاندلر، بعدما يغادر رفيقه في السكن كيب، وأصبح أعز أصدقائه.
كان روس وتشاندلر أعز أصدقاء منذ السنة الأولي لهما في الكلية، حيث كانا رفيقَي سكن. كانا في فرقة موسيقية معًا تُدعي "واي نو واي". تعلم تشاندلر من روس تقنية «عانق ودحرج» عندما كان يواعد جانيس.
تشارك تشاندلر شقة مع أعز أصدقائه جوي تريبياني حتى انتقاله للعيش مع مونيكا. شقة جوي وتشاندلر نقطة حساسة مهمة في المسلسل بصفتها واحدة من مناطق اللقاء القليلة للشلة. يشكل الاثنان علاقة صداقة وثيقة وراسخة، ويخوضان العديد من المواقف الفكاهية. في الحلقة التجريبية من المسلسل المُكمل جوي، تعبر جينا أخت جوي لفترة وجيزة عن اعتقادها بأن جوي وتشاندلر كانا شريكين مثليين.
عندما يلتقي تشاندلر بجوي أول مرة ويجري معه مقابلة ليكون شريكًا في السكن، يبدأ الاثنان بشكل خاطئ عندما يقول جوي إنه "رائع مع الشيء المثلي" (يفترض جوي أن تشاندلر مثلي الجنس). يختار تشاندلر في البداية إريك، وهو مصور أزياء لديه أخت نجمة إباحية، ليكون زميله في الغرفة، ولكن بعد أن يخبر جارهم غريب الأطوار السيد هيكلز (لاري هانكين) إريك أنه زميل تشاندلر الجديد في الغرفة وأنه قادر علي فتح باب تشاندلر المفتوح، يغادر إريك. يفترض تشاندلر أن إريك لم يحضر ببساطة، ويعطي المفاتيح لجوي، لكنه سرعان ما يكتشف أن لديهم الكثير من القواسم المشتركة، بما في ذلك الولع بـمسلسل بيواتش والبيرة. غالبًا ما يدعم تشاندلر جوي طوال فترة عرض المسلسل، من خلال دعم جوي دائمًا في كل خطوة من مسيرته المهنية في مجال العرض إلي جانب دفع الإيجار، ودفع ثمن صور جوي، وشراء معظم الطعام، وحتي إعطاء المال لجوي لمواعيده المتعددة. حتي عند شراء منزل جديد لعائلته، يكشف تشاندلر أنه سيوفر له 'غرفة جوي'.
العلاقة بين الاثنين متوازنة: ينظر جوي إلي تشاندلر كرئيسه الفكري، بينما يعترف تشاندلر بأن جوي هو النظير الأكثر ثقة، خاصة عندما يتعلق الأمر بالرومانسية وغالبًا ما يأخذ تشاندلر بنصيحة جوي حول كيفية مواعدة النساء.
لم يكن تشاندلر ورايتشل يحبان بعضهما البعض في الأصل، لكنهما أصبحا صديقين حميمين. لم تفهم رايتشل سخرية تشاندلر في وقت مبكر من المسلسل، وحتي لاحقًا تواجه صعوبة في تقدير روح الدعابة لديه، كما تعترف في الحلقة الأخيرة. في "حلقة الحلوى بالجبن"، يسرق تشاندلر ورايتشل ويتشاركا كعكة الجبن التي كانت في الأصل مملوكة لجارهم في الطابق السفلي. رايتشل، والتي تعمل لدي شركة رالف لورين، هي أيضًا من تساعد تشاندلر في اختيار بدلة زفافه. تقوم رايتشل أيضًا بالتوفيق بين تشاندلر وبين رئيستها جوانا (أليسون لا بلاكا). لم يكن لدي رايتشل وتشاندلر أي علاقات رومانسية أبدًا باستثناء إلقاء نظرة سريعة علي وقتهما في الكلية عندما التقيا. في "حلقة استرجاع الذكريات"، ظهرت رايتشل وهي تتخيل لفترة وجيزة تشاندلر في نهاية الحلقة.
تشاندلر وفيبي صديقان حميمان. علي الرغم من أن فيبي تسخر من تشاندلر كثيرًا، إلا أنهما في بعض الأحيان يكونا أحمقان ويقضيا وقتًا ممتعًا مع بعضهما البعض. في "حلقة مواجهة المخاوف"، يلعب فيبي وتشاندلر لعبة الغميضة. كما أنهما يلعبا ألعابًا، مثل ابتكار أسماء أبطال خارقين والاستلقاء علي الأرائك المبطنة مثل رعاة البقر. يتشاركا دويتو "حب لا نهائي" في نهاية إحدي الحلقات، عندما يشعر تشاندلر بالحزن بعد انفصاله عن صديقته المتقطعة جانيس (ماغي ويلر). في "حلقة معرفة الجميع بالحقيقة"، تحاول خداعه للاعتقاد بأنها منجذبة له، لكن مونيكا تخبره أن فيبي تجده ساحرًا بطريقة "عديمة الجنس"، مشيرة إلي أن أي تلميحات للرومانسية هي مزحة. فيبي هي السبب الأولي الذي يدفع تشاندلر إلي الإقلاع عن التدخين في "حلقة الإبهام"، بعد مشادة بين المجموعة حول تدخينه. يغادر الشقة عندما تعرض عليه 7،000 دولار حتي لا يدخن مرة أخري.
تشاندلر متهور، وأحمق، ومنفصل عن والديه. يعاني من مشاكل الالتزام، الناجمة عن نشأته في منزل مفكك دون أي فكرة عن شكل الزواج المستقر، ويمكن أن يكون عصبيًا ودفاعيًا للغاية، مع الفكاهة كدرع له. ينظر تشاندلر أيضًا إلي كل شئ مرتبط بطلاق والديه في ضوء سلبي، وتحديدًا عيد الشكر عندما كشف والديه عن انفصالهما أمام ديك رومي بينما كان والده يخطط للهروب مع فتي المنزل.
كلا والدي تشاندلر منحلان للغاية، وقد قام بعدة تلميحات إلي أنه أمسك بهما أثناء القيام بأفعال جنسية. معظم هذه الأمور تتعلق بوالده مع رجال آخرين. من بين أمور أخري، يلمح إلي أنه شهد العربدة في الوقت الذي كان فيه في السابعة من عمره، ويؤدي دور راقص خلفية "أقصى اليسار" أثناء أداء والده لأغنية "أنها تمطر رجالاً" عندما كان يكبر. والدته نورا كاتبة مشهورة عالميًا للروايات المثيرة، وهو ما ظهر عندما تبين أن صديق رايتشل قصير الأمد باولو – وهو إيطالي وبالكاد يتحدث الإنجليزية – يعرفها.
بدأ تشاندلر التدخين عندما كان في التاسعة من عمره بعد أن أعلن والديه عن طلاقهما. شوهد تشاندلر وهو يدخن لأول مرة خلال الموسم الأول، ووبخه أصدقاؤه لكسره فترة عدم التدخين لمدة ثلاث سنوات. يقوم بعمل جيد إلي حد ما في التحكم في عادته طوال فترة المسلسل، علي الرغم من أنه في بعض الأحيان لم يستطيع مقاومة الإغراء ويكون لديه سيجارة واحدة أو مجرد سحبة واحدة من سيجارة شخص آخر. تحدث انتكاسته الكبري الوحيدة في الموسم التاسع عندما يقيم في أوكلاهوما أربعة أيام في الأسبوع للعمل وقام بتدخين "ثلاث علب كرتون في ثلاثة أيام" لأن جميع زملائه أشعلوا السجائر أثناء اجتماعات العمل. يوعد مونيكا بعدم التدخين مرة أخري أبدًا، ولم يُشاهد وهو يدخن في المسلسل بعد هذه النقطة. ولكن، هناك دليل علي أنه لا يزال يدخن في الموسم العاشر عندما اشتمت مونيكا رائحة السجائر عليه بعد عودته إلي المنزل من رؤية المنزل الذي يشترياه مونيكا وتشاندلر في ويستشستر. لم ينكر تشاندلر هذا الادعاء.
عبارة تشاندلر الخاصة به الرئيسية هي بدء الجمل بـ"هل يمكن أن يكون ذلك بعد الآن..."

## التطور

### العلاقات
في حفل زفاف روس في لندن، ينام مونيكا وتشاندلر معًا ويقررا أن يبدأ المواعدة. يحاولا الحفاظ علي سرية علاقتهما، لأنهما غير متأكدين من رد فعل الآخرين. ومع ذلك، في النهاية، يكتشفوا جميعًا ذلك ويعطوا مباركتهم. تتوتر الأمور لفترة وجيزة بينهما عندما تكشف مونيكا أنها كانت تبحث في البداية عن جوي لقضاء ليلة واحدة، لكنهما يتصالحا. يتم حفل زفافهما خلال نهاية الموسم السابع. وفي الحلقة الأخيرة من المسلسل، يتبني مونيكا وتشاندلر توأمان.
قبل علاقته بمونيكا، كان لدي تشاندلر علاقة متقطعة مع جانيس ليتمان. كانت سمة منتظمة في حياته، على الرغم من أنه يندم علي مواعدتها ويستمر في إنهاء علاقتهما طوال الموسم الأول. ويتصل بها في الموسم الثاني خوفًا من أن يكون وحيدًا، ليكتشف فقط أنها متزوجة وحامل. في نهاية الموسم الثاني، يلتقيا بعد الدردشة مع بعضهما البعض عبر الإنترنت دون قصد عندما يخونها زوجها، وسرعان ما يعودا معًا. تستمر العلاقة خلال الحلقات القليلة الأولي من الموسم الثالث، حيث كان تشاندلر مفتونًا بها حقًا، ولكن عندما تُقبِل زوجها بينما كانت في خضم طلاقها، يحثها تشاندلر علي العودة إلي زوجها، لعدم رغبته في تدمير عائلتها. تظهر جانيس مرة أخري في وقت لاحق من المسلسل، بعد أن تزوجا من شخصين آخرين.
تظهر كاثي (باغيت بروستر) في الموسم الرابع من مسلسل أصدقاء. يراها تشاندلر في سنترال بيرك ويسأل المجموعة عما إذا كان يجب أن يطلب منها الخروج، ليعلم فقط أنها كانت تنتظر بالفعل موعدًا مع جوي. ثم يقع تشاندلر وكاثي في حب بعضهما البعض علي الرغم من أنها كانت تواعد جوي. يتسبب هذا في خلاف كبير بين جوي وتشاندلر، ولكن تم حل المشكلة ويجتمع تشاندلر وكاثي معًا ويبدآ المواعدة. هي ممثلة، ويُصاب تشاندلر بجنون الارتياب عندما تشارك مشهدًا جنسيًا مع شريكها في البطولة، مما يؤدي إلي شجار كبير بينهما. يدفع جنون الارتياب الذي أصاب تشاندلر كاثي إلي إقامة علاقة غرامية مع النجم المشارك، وينفصل تشاندلر وكاثي.

## الحياة المهنية
في معظم أحداث المسلسل، يعمل تشاندلر في التحليل الإحصائي وإعادة تشكيل البيانات، علي الرغم من أنه يصل إلي مستوي كرهه هذه الوظيفة. ينجح في الانتقال إلي منصب كاتب إعلانات مبتدئ بنهاية المسلسل. علي الرغم من كرهه لوظيفته الأولي، يبقي تشاندلر في العمل لأنهم يستمروا في منحه الترقيات والعلاوات، مما يجعله في النهاية رئيسًا لزملائه السابقين في العمل. لم يفهم أصدقاؤه ما كان يفعله؛ أثناء المنافسة علي شقة مونيكا ورايتشل، تخمن رايتشل بشدة أن "ناقل شفرات" "Transponster" هي اسم وظيفته (ما يجعل مونيكا ترد بألم، "هذه ليست حتي كلمة!"). يؤدي هذا إلي فوز تشاندلر وجوي بشقتهما.
في "الحلقة التي تبكي فيها إيما"، ينام تشاندلر أثناء اجتماع وعند استيقاظه، يدرك أنه وافق علي رئاسة القسم الجديد في تلسا. يترك تشاندلر وظيفته في عيد الميلاد حتي يتمكن من السفر إلي منزله في نيويورك ليكون مع مونيكا. تساعد مونيكا تشاندلر في الحصول علي وظيفة في مجال الإعلانات من خلال زميل قديم لها. ما يثير استياء تشاندلر كثيرًا، أنه يبدأ كمتدرب بدون أجر. ومع ذلك، فإن نهجه الأكثر نضجًا يأتي ثماره في النهاية، ويحصل علي وظيفة بدوام كامل في الشركة ككاتب إعلانات مبتدئ، والتي يستمتع بها أكثر بكثير من مهنته السابقة.